# Iskitim
Iskitim (tiếng Nga: Искитим) là một thành phố Nga. Thành phố này thuộc chủ thể Novosibirsk Oblast. Thành phố có dân số 62.756 người (theo điều tra dân số năm 2002). Đây là thành phố lớn thứ 261 của Nga theo dân số năm 2002. Dân số qua các thời kỳ: